# Lekkoatletyka na Letnich Igrzyskach Olimpijskich 1932 – bieg na 110 m przez płotki mężczyzn

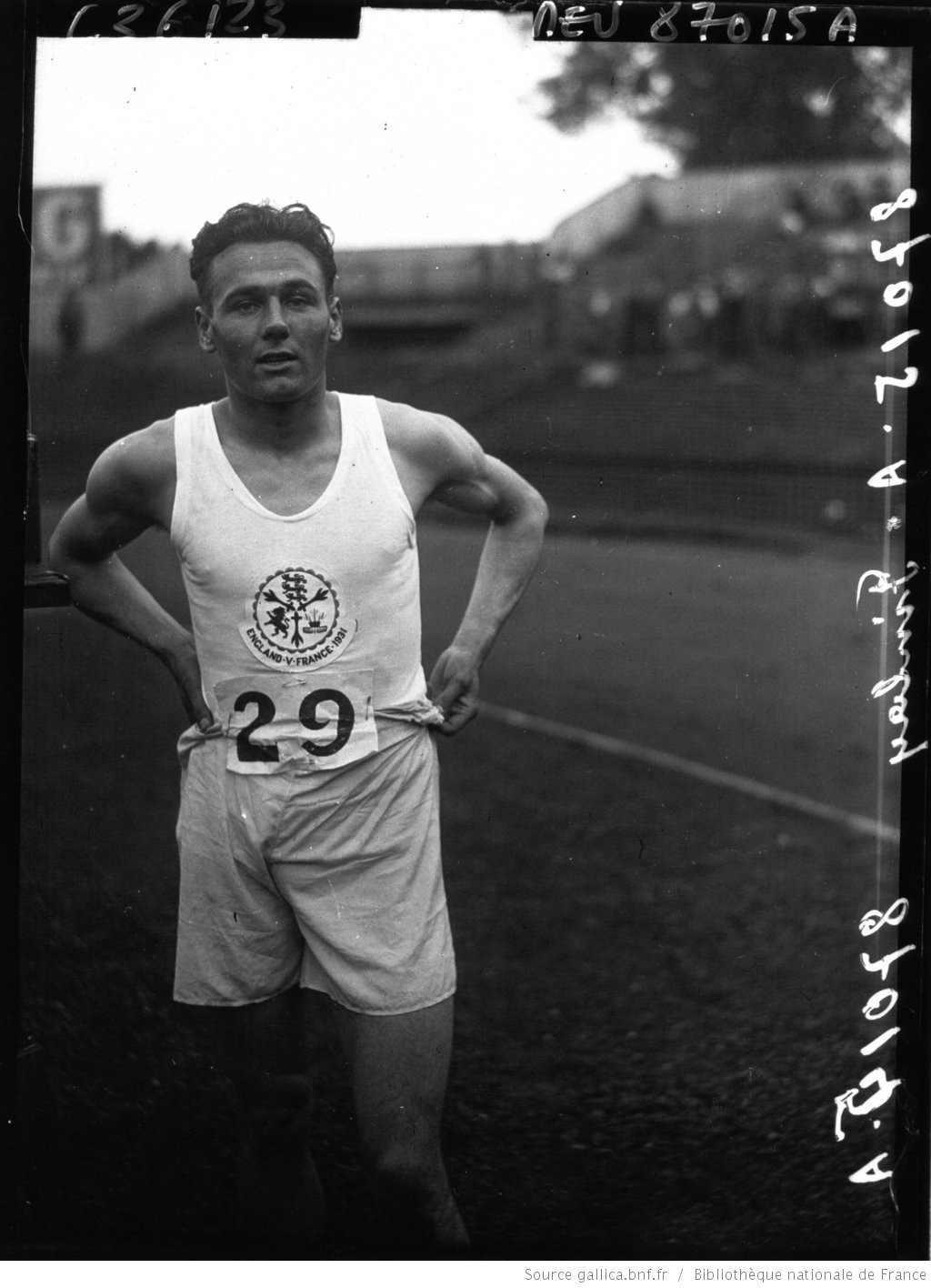
Donald Finlay

Bieg na 110 metrów przez płotki mężczyzn był jedną z konkurencji rozgrywanych podczas X Letnich Igrzysk Olimpijskich. Biegi zostały rozegrane w dniach 2 i 3 sierpnia 1932 roku na stadionie Los Angeles Memorial Coliseum w Los Angeles. Wystartowało 17 zawodników z 10 krajów.

## Rekordy
|                   | Zawodnik               | Wynik | Miejsce   | Data                  |
| ----------------- | ---------------------- | ----- | --------- | --------------------- |
| Rekord świata     | Eric Wennström         | 14,4  | Sztokholm | 25 sierpnia 1929(dts) |
| Rekord świata     | Bengt Sjöstedt         | 14,4  | Helsinki  | 5 września 1931(dts)  |
| Rekord świata     | Percy Beard            | 14,4  | Cambridge | 18 czerwca 1932(dts)  |
| Rekord świata     | Jack Keller            | 14,4  | Stanford  | 16 lipca 1932(dts)    |
| Rekord olimpijski | George Weightman-Smith | 14,6  | Amsterdam | 31 lipca 1928(dts)    |

## Terminarz
| Data            |            | Godzina |
| --------------- | ---------- | ------- |
| 2 sierpnia 1932 | Eliminacje | 14:30   |
| 2 sierpnia 1932 | Półfinały  | 16:15   |
| 3 sierpnia 1932 | Finał      | 15:45   |

## Wyniki

### Eliminacje
Rozegrano cztery biegi eliminacyjne. Pierwszych trzech zawodników z każdego biegu awansowało do półfinałów (Q).

#### Bieg 1
| Poz. | Zawodnik       | Reprezentacja     | Czas | Uwagi |
| ---- | -------------- | ----------------- | ---- | ----- |
| 1.   | Percy Beard    | Stany Zjednoczone | 14,8 | Q     |
| 2.   | Roland Harper  | Wielka Brytania   | 14,9 | Q     |
| 3.   | Erwin Wegner   | Niemcy            | 15,1 | Q     |
| 4.   | Sylvio Padilha | Brazylia          | 15,4 |       |

#### Bieg 2
| Poz. | Zawodnik       | Reprezentacja     | Czas | Uwagi |
| ---- | -------------- | ----------------- | ---- | ----- |
| 1.   | Donald Finlay  | Wielka Brytania   | 14,8 | Q     |
| 2.   | George Saling  | Stany Zjednoczone | 15,0 | Q     |
| 3.   | Tatsuzo Fujita | Japonia           | 15,1 | Q     |

#### Bieg 3
| Poz. | Zawodnik          | Reprezentacja    | Czas | Uwagi |
| ---- | ----------------- | ---------------- | ---- | ----- |
| 1.   | Willi Welscher    | Niemcy           | 14,8 | Q     |
| 2.   | Bengt Sjöstedt    | Finlandia        | 14,9 | Q     |
| 3.   | Bunoo Sutton      | Indie Brytyjskie | 15,1 | Q     |
| 4.   | Art Ravensdale    | Kanada           | 15,2 |       |
| 5.   | Antônio Giusfredi | Brazylia         | 15,3 |       |
| 6.   | Federico Gamboa   | Meksyk           | 15,4 |       |

#### Bieg 4
| Poz. | Zawodnik          | Reprezentacja     | Czas | Uwagi |
| ---- | ----------------- | ----------------- | ---- | ----- |
| 1.   | Jack Keller       | Stany Zjednoczone | 14,9 | Q     |
| 2.   | Christos Mandikas | Grecja            | 15,1 | Q     |
| 3.   | David Burghley    | Wielka Brytania   | 15,1 | Q     |
| 4.   | Roberto Sánchez   | Meksyk            | 15,7 |       |

### Półfinały
Z każdego z półfinałów do finału awansowało trzech najlepszych zawodników (Q).

#### Bieg 1
| Poz. | Zawodnik       | Reprezentacja     | Czas | Uwagi |
| ---- | -------------- | ----------------- | ---- | ----- |
| 1.   | Jack Keller    | Stany Zjednoczone | 14,5 | Q     |
| 2.   | David Burghley | Wielka Brytania   | 14,6 | Q     |
| 3.   | Donald Finlay  | Wielka Brytania   | 14,6 | Q     |
| 4.   | Bunoo Sutton   | Indie Brytyjskie  |      |       |
| 5.   | Bengt Sjöstedt | Finlandia         |      |       |
| 6.   | Erwin Wegner   | Niemcy            |      |       |

#### Bieg 2
| Poz. | Zawodnik          | Reprezentacja     | Czas | Uwagi |
| ---- | ----------------- | ----------------- | ---- | ----- |
| 1.   | George Saling     | Stany Zjednoczone | 14,4 | Q =   |
| 2.   | Percy Beard       | Stany Zjednoczone | 14,6 | Q     |
| 3.   | Willi Welscher    | Niemcy            | 14,8 | Q     |
| 4.   | Tatsuzo Fujita    | Japonia           | 14,8 |       |
| 5.   | Roland Harper     | Wielka Brytania   | 14,5 |       |
| –    | Christos Mandikas | Grecja            | DQ   |       |

### Finał
| Poz. | Zawodnik       | Reprezentacja     | Czas |
| ---- | -------------- | ----------------- | ---- |
| 1.   | George Saling  | Stany Zjednoczone | 14,6 |
| 2.   | Percy Beard    | Stany Zjednoczone | 14,7 |
| 3.   | Donald Finlay  | Wielka Brytania   | 14,8 |
| 4.   | Jack Keller    | Stany Zjednoczone | 14,8 |
| 5.   | David Burghley | Wielka Brytania   | 14,8 |
| –    | Willi Welscher | Niemcy            | DQ   |